# Quinta das Conchas (metropolitana di Lisbona)
Quinta das Conchas è una stazione della linea gialla della metropolitana di Lisbona.
La stazione è stata inaugurata nel 2004.